# Virgilia D'Andrea
Virgilia D'Andrea (Sulmona, 11 febbraio 1888 – New York, 12 maggio 1933) è stata un'anarchica e poetessa italiana.

## Biografia

### Infanzia e gioventù
Virgilia D'Andrea nacque a Sulmona, in provincia dell'Aquila, l'11 febbraio del 1888, figlia di Stefano D'Andrea e di Nicoletta Gambascia, maestra. Orfana in tenera età, è affidata alle cure di alcune sue parenti religiose, in un convento. Qui trascorre un'infanzia solitaria, all'insegna di una rigida educazione cattolica che tuttavia non riesce a condizionare la formazione e le scelte future della giovane. In tale ambiente, Virgilia si affeziona alla lettura di alcuni autori italiani che successivamente la influenzeranno in vario modo sia dal punto di vista letterario che etico, fra cui Giacomo Leopardi, Giosuè Carducci e Ada Negri.

Il primo incontro con la parola "anarchico" è del 1900, quando Umberto I muore per mano dell'anarchico Gaetano Bresci e le suore obbligano le ragazzine che ospita il convento a pregare per il monarca appena defunto. Virgilia dimostra invece curiosità e simpatia verso il giovane vendicatore dell'eccidio perpetrato da Bava Beccaris. Conseguito il diploma di maestra, Virgilia si affretta ad abbandonare il convento (1909), e, dopo aver superato gli esami per idoneità all'insegnamento, inizia il suo iter di docente nei paesini attorno a Sulmona. Tale esperienza la mette in contatto con un'umanità povera, emarginata, ma dotata di una propria singolare dignità e sarà fondamentale per la sua futura scelta politica.

### La scelta anarchica e l'incontro con Armando Borghi

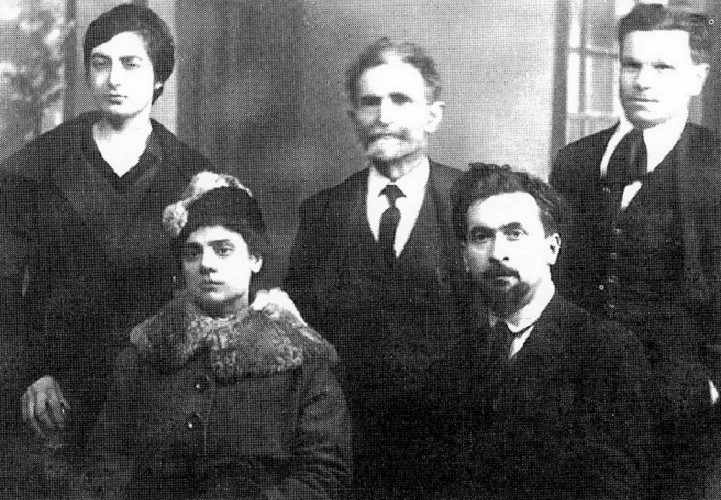
Bologna, 1920. In primo piano, Virgilia e Armando Borghi. Sopra, gli anarchici Adalgisa Romagnoli, Malatesta e Clodoveo Bonazzi

Alle soglie della prima guerra mondiale, Virgilia è fra i partecipanti a numerose dimostrazioni e iniziative antimilitariste per cui entra in contatto con molti anarchici abruzzesi. Il riformista di sinistra Mario Trozzi nel 1917 le fa conoscere l'anarco-sindacalista Armando Borghi, confinato in Abruzzo. Questo incontro è fondamentale nella vita di Virginia e di Armando in quanto i due a breve diverranno inseparabili compagni di vita e di fede politica. Di lei Armando Borghi dirà:
Il giudizio su Virginia da parte dei poliziotti nei documenti reperiti non è molto lusinghiero in relazione alla sua possibilità di costituire un pericolo per l'ordine costituito
Comunque Virgilia viene costantemente spiata semplicemente perché è la compagna di Armando Borghi. Ma al contrario di quel che pensano delatori e poliziotti è proprio Virgilia che quando Armando Borghi viene confinato ad Isernia dirige Guerra di Classe, sostituendo suo marito nella direzione del periodico. Guerra di Classe è l'organo ufficiale dell'USI e Virginia dimostra in tal frangente notevoli capacità organizzative. Al termine della guerra, Armando e Virgilia iniziano, nel 1919, un giro di propaganda politica anarchica attraverso tutta l'Italia e nel 1920 Virgilia entra a far parte della segreteria nazionale dell'USI la cui sede di Milano è in via Mauri 8. La sede, in quel periodo, serve anche da casa per Virgilia, Armando ed Errico Malatesta.

### L'attività letteraria e l'impegno politico
(Prefazione di Errico Malatesta a "Tormento")
Sempre su "Tormento" vi è una poesia dedicata a Karl Liebknecht.
Virgilia coniuga la sua capacità di scrittrice con la scelta politica e nel 1920 esce La presa e la resa delle fabbriche, una narrazione delle lotte operaie e delle speranze suscitate dalla La Rivoluzione d'Ottobre in Russia. A breve viene pubblicata la poesia Resurrezione dedicata ai ribelli della Ruhr. Messa in carcere col capo d'accusa di cospirazione contro lo Stato deve interrompere tale attività di scrittrice negli ultimi mesi del 1920. Uscita dal carcere riprende immediatamente la propria attività politica dando alle stampe Non sono vinta, chiaro monito a chi aveva pensato di spezzare la sua volontà di lotta tramite l'arresto. Non per niente continua a scrivere per Guerra di classe e per Umanità Nova, pubblicando contemporaneamente Tormento, dedicato a Errico Malatesta, che nella prefazione la definisce la poetessa dell'anarchia. Tale lavoro però provoca una nuova denuncia a suo carico e Virgilia decide di riparare in Francia. Si legge nei documenti relativi alla denuncia
()

### Gli anni di Parigi
Nel periodo concomitante e successivo all'avvento del fascismo il "fuoriuscitismo " politico proveniente dall'Italia è numericamente molto rilevate con personalità di spicco dell'antifascismo di varie tendenze politiche. La comunità anarchica è chiaramente vigilata dalla polizia. Nel documento redatto dai responsabili del settore politico N. 500/7120 è scritto:
Nella capitale francese fonda e dirige al 1925 al 1927 la rivista Veglia, di cui Alberto Ciampi sulla rivista ApArte N°7 scrive
Di questa rivista è difficilissimo trovar copie attualmente in circolazione ma
l'IISG di Amsterdam ha conservato l'intera collezione, che in copia si trova presso Archivio Famiglia Berneri Aurelio Chessa a Reggio Emilia, e parzialmente la collezione è' conservata anche al Centre international de recherches sur l'anarchisme (CIRA) di Losanna.
La rivista è stampata a Parigi, presso La Fraternelle, in quanto Sébastien Faure ha una tipografia con tale nome, messa a disposizione di Virgilia, dove lavora anche Tintino Persio Rasi detto Auro d'Arcola, lo stesso che aveva fatto l'elogio funebre per Dante Carnesecchi su L'Adunata dei Refrattari utilizzando un linguaggio nettamente futurista che ricorda certi pazzi di Mario Carli. Vi lavora anche Virgilio Gozzoli. Da ricordare fra le varie edizioni stampate la copertina xilografata di Z. Gv, che unisce al linguaggio estetico di tipo futurista una eleganza non indifferente. Non è semplice riconoscere autori di lavori ed opere in quanto vengono usati di solito pseudonimi ma è ben visibile un linguaggio estetico confacente al periodo denso di fermenti. Altra copertina di notevole valore è quella della Veglia in stampa a bianco e nero dove il disegno è posto su una griglia. Tale impostazione pittorica sembra quasi anticipi i tempi dell'evoluzione artistica. Tatino è lo pseudonimo che usa Tintino Persio Rasi per le sue liriche pubblicate nella rivista. Virgilia si è sistemata nel Quartiere latino e subisce il fascino della Parigi del periodo in cui i movimenti artistici si intersecano con quelli politici e libertari. In L'ora di Maramaldo commenta il suo stato d'animo per la contentezza di essere pervenuta in tale città dopo il duro periodo passato a Berlino dove aveva preso parte assieme ad Armando Borghi, al congresso per la fondazione dell'Associazione Internazionale dei Lavoratori ovverosia Internazionale anarco-sindacalista, poi, sempre con Armando Borghi, che faceva conferenze continue, era andata ad Amsterdam e infine a Parigi.
La Veglia sarà punto di riferimento anche delle discussioni per le iniziative in favore dei anarchici italiani Sacco e Vanzetti e delle proteste relative al loro assassinio legalizzato.

### Stati Uniti, ultima tappa
Nel 1928 raggiunge Borghi negli USA dove quest'ultimo risiede da un paio d'anni. Il suo stato di salute si sta deteriorando a causa dell'intensa attività a cui Virgilia si sottopone quotidianamente, ma non si scoraggia ed inizia assieme a Borghi un giro di congressi e conferenze di studio e di propaganda, cosa non nuova per la coppia durante le loro peregrinazioni. Continua inoltre a scrivere in italiano per L'Adunata dei Refrattari, sull'edizione statunitense. Le denunce rese pubbliche durante comizi e conferenze sono nette ed inequivocabili e sono rivolte contro la religione ed il concetto di patria intesi come sottofondo nascosto per poter perpetrare il dominio di classe e per giustificare il Fascismo. Nel 1932 deve sottoporsi ad un intervento chirurgico per un tumore all'intestino ma il suo stato di salute non migliora. Pur se debilitata, Virgilia continua tuttavia a lavorare su Torce nella notte. L'intervento chirurgico non è risolutore ed il 1º maggio 1933 deve nuovamente farsi ricoverare presso un ospedale di New York, dove una decina di giorni più tardi muore.

### Opere
- Virgilia D'Andrea, Torce nella notte, Galzerano editore Archivio Centrale dello Stato,
- Virgilia D'Andrea, Tormento, tip.Zerboni, Archivio Famiglia Berneri-Aurelio Chassa Reggio Emilia
- Virgilia D'Andrea, L'Ora di Maramaldo
- Virgilia D'Andrea, Non sono vinta editore Rina Edizioni